# Droue-sur-Drouette
Droue-sur-Drouette ist eine französische Gemeinde mit 1.204 Einwohnern (Stand: 1. Januar 2022) im Département Eure-et-Loir in der Region Centre-Val de Loire. Sie gehört zum Arrondissement Chartres und zum Kanton Épernon. Die Einwohner werden Dorasiens genannt.

## Geographie
Droue-sur-Drouette liegt etwa 23 Kilometer nordöstlich von Chartres und etwa zehn Kilometer westsüdwestlich von Rambouillet an der Drouette. Umgeben wird Droue-sur-Drouette von den Nachbargemeinden Saint-Hilarion im Norden und Nordosten, Émancé im Osten sowie Épernon im Süden und Westen.

## Bevölkerungsentwicklung
| Jahr                       | 1962 | 1968 | 1975 | 1982 | 1990 | 1999 | 2006 | 2013 | 2020 |
| Einwohner                  | 273  | 373  | 657  | 849  | 1054 | 1123 | 1219 | 1260 | 1208 |
| Quellen: Cassini und INSEE |      |      |      |      |      |      |      |      |      |

## Kultur und Sehenswürdigkeiten

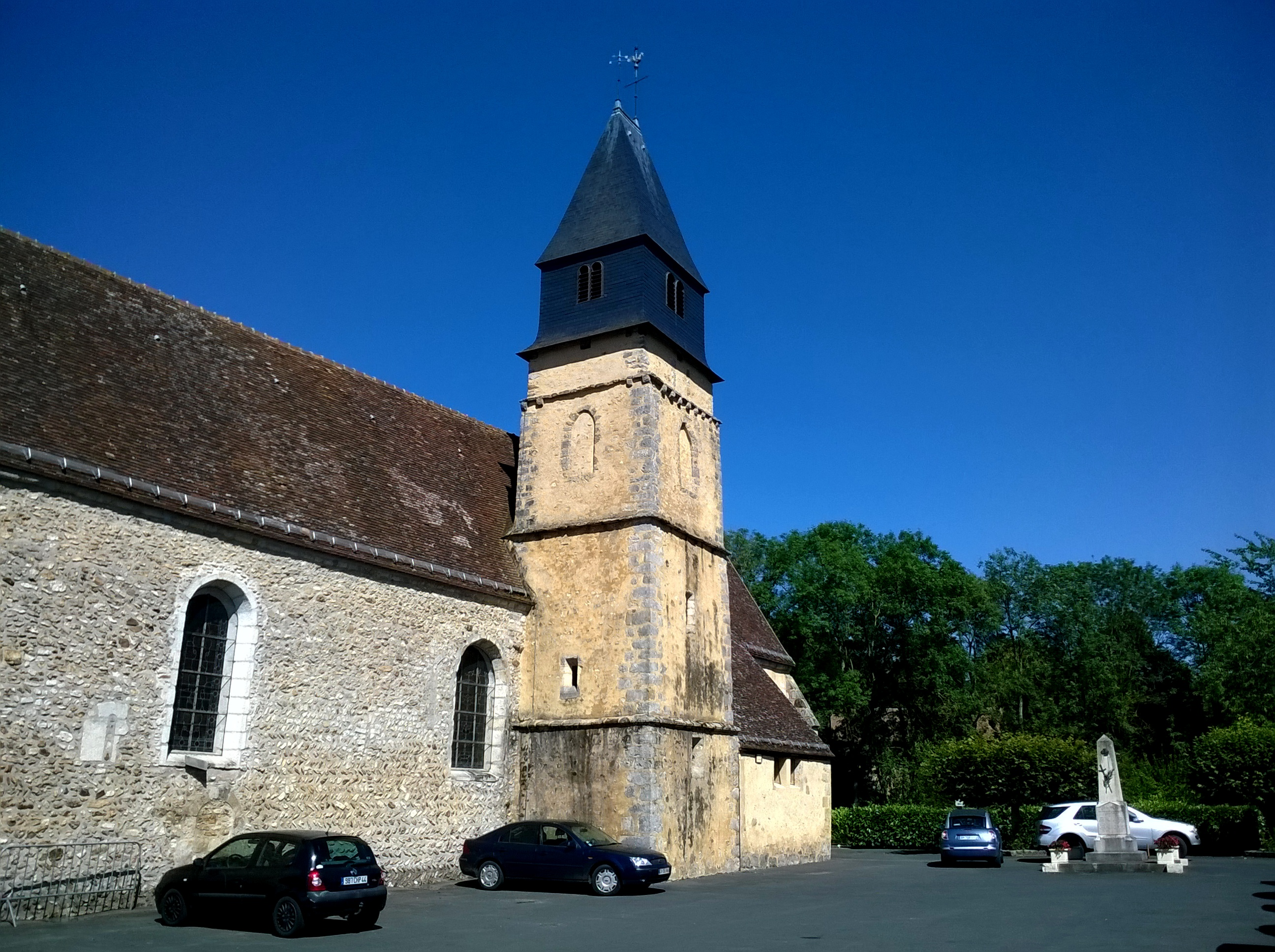
Kirche Saint-Pierre
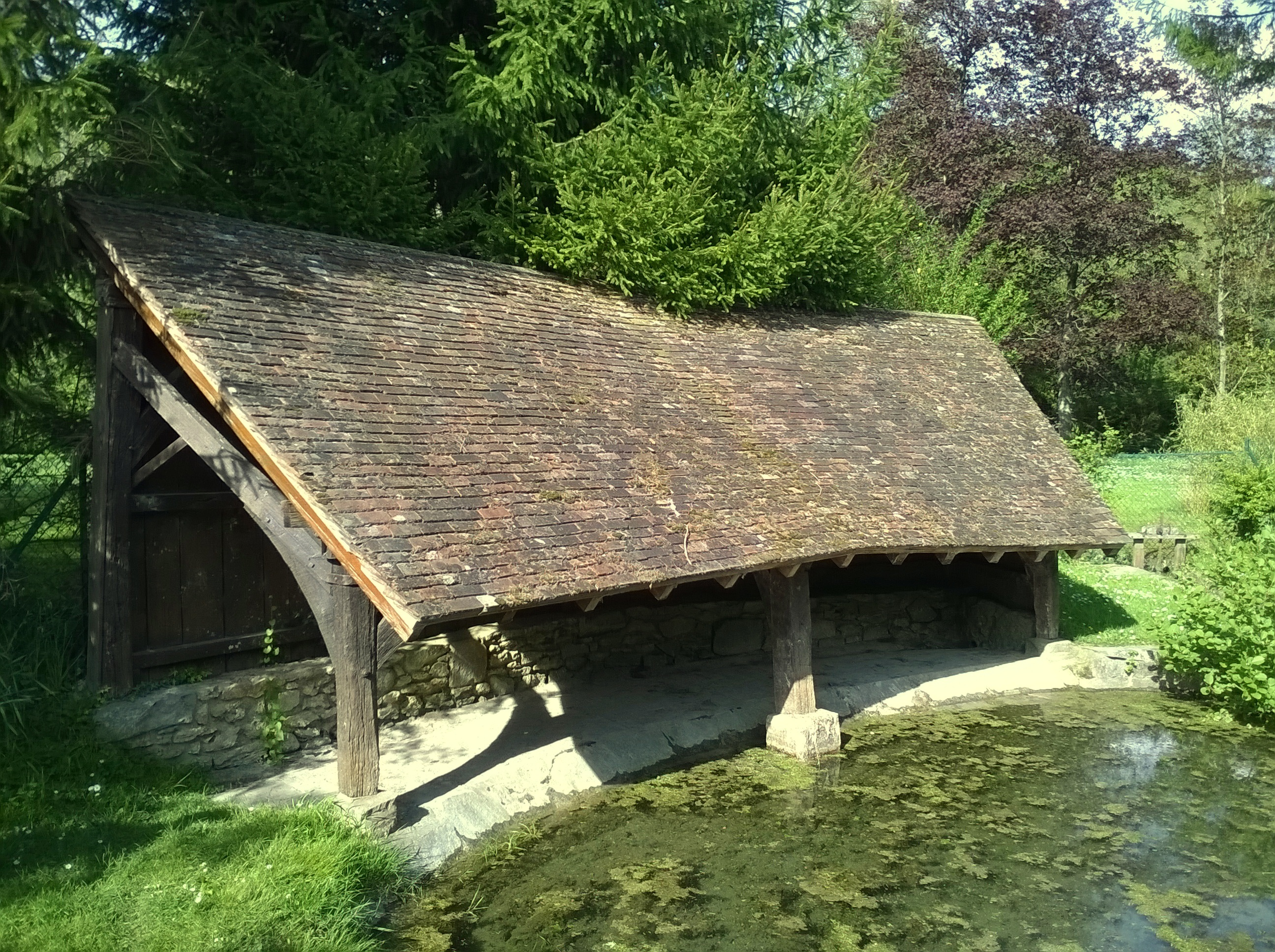
Lavoir (Waschhaus)

- Kirche Saint-Pierre
- Ehemaliges öffentliches Waschhaus

## Persönlichkeiten
- Robert Bresson (1901–1999), Regisseur